# Graminelloides biconica
Graminelloides biconica är en svampart som beskrevs av Lichtw. 1998. Graminelloides biconica ingår i släktet Graminelloides och familjen Legeriomycetaceae.   Inga underarter finns listade i Catalogue of Life.